# Joël Robert
Joël Robert (Châtelet, 26 novembre 1943 – Lodelinsart, 13 gennaio 2021) è stato un pilota motociclistico belga.

## Carriera
È stato 6 volte campione del mondo di motocross (1964, 1968, 1969, 1970, 1971, 1972) nella classe 250. È stato vincitore di 50 gran premi, un record assoluto per diversi anni superato solo da Stefan Everts nel 2001 e successivamente anche da Joël Smets.

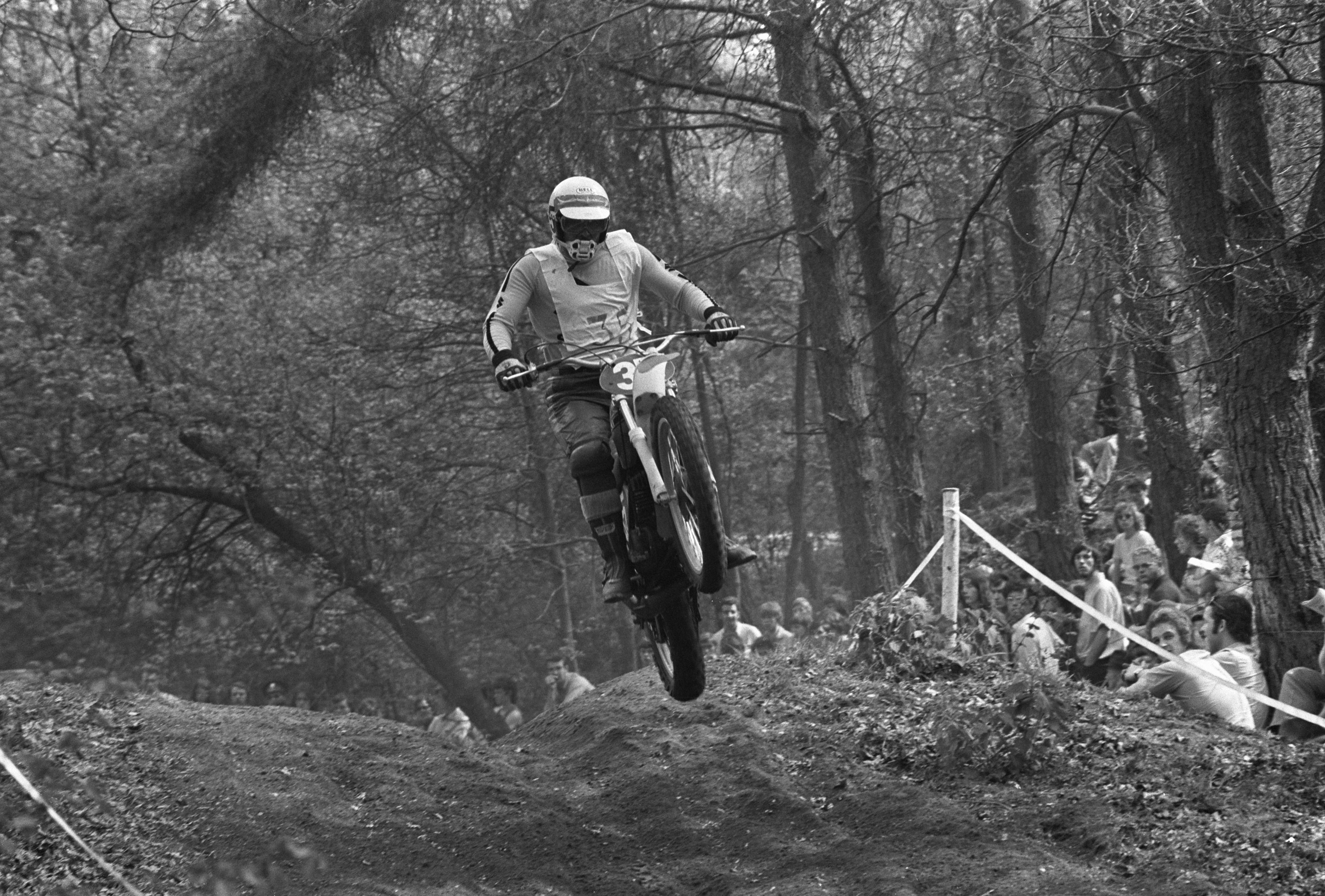
Robert in pista durante d'edizione 1972 del Campionato del mondo di motocross.

Dopo aver esordito nelle competizioni in Belgio all'età di poco più di 16 anni, grazie ad una autorizzazione della federazione e guidando una Zündapp, le sue prime vittorie sono nel 1961 quando giunge secondo nel campionato belga in sella ad una Greeves. L'anno successivo, il 1962 è quello inaugurale del Campionato mondiale di motocross e Robert partecipa ad alcuni Gran Premi, sempre su Greeves, e conquista il titolo belga di motocross.
È nel 1963 che inizia il lungo rapporto di collaborazione con la casa motociclistica cecoslovacca CZ, durata sino al 1969 e che ha portato Robert alla vittoria del campionato del mondo nel 1964, 1968 e 1969 oltre che al secondo posto nel 1965, 1966 e 1967.
Passato alla Suzuki a partire dal 1970, il pilota belga conquistò ulteriori 3 titoli consecutivi tra il 1970 stesso e il 1972. La collaborazione con la casa giapponese continuò poi con alterne fortune sino al 1975; l'ultimo anno di gare ufficiali fu il 1976 guidando una Puch e, dopo il ritiro dall'attività agonistica, Robert fece parte per 10 anni del team tecnico che seguiva la nazionale belga nel Motocross delle Nazioni.
È stato organizzatore della 12 heures de La Chinelle di enduro.
Joël Robert è morto nel gennaio del 2021, all'età di 77 anni, per complicazioni da COVID-19.